# اچ‌ام‌اس گریهوند (اچ۰۵)
اچ‌ام‌اس گریهوند (اچ۰۵) (به انگلیسی: HMS Greyhound (H05)) یک کشتی بود که طول آن ۳۲۳ فوت (۹۸٫۵ متر) بود. این کشتی در سال ۱۹۳۵ ساخته شد.